# Birtac
La Birtac fue un pequeño cinematógrafo de calibre inferior al estándar inventado y patentado por Birt Acres en Inglaterra el 9 de junio de 1898. La cámara era de madera, con manecilla y de la medida y forma de las populares cámaras de detectives de la época. Estaba autocontenida en una caja de madera y combinaba las funciones de cámara y proyector. Se utilizó una película de 17,5 mm de ancho que se obtuvo de dividir las de 35 mm por la mitad y, como su inventor indicó, el aparato era esencialmente apto para pantallas de salón de pequeñas proporciones, diseñado para un disco no mayor de dos o tres pies y dependiendo del suministro habitual de gas doméstico del iluminando. Históricamente, este se considera el primer equipo que utilizó la película de 17,5 mm.

## Historia
Cuando la película se convirtió en una realidad práctica, a finales de siglo XIX, los técnicos trabajaron con equipos que eran, mayoritariamente, voluminosos y difíciles de utilizar con una película que no solo era costosa, sino que era peligrosamente inflamable.
La forma más obvia de reducir tanto la medida del equipo como el coste de usarlo era reducir la medida de la película, que en este momento mesuraba generalmente 33 mm de ancho. Una de las primeras cámaras diseñadas al conseguirlo fue la Birtac. Acres cortó el estándar de la película por el centro, produciendo tiras de película de 17.5 mm de ancho con dos perforaciones por fotograma en el mismo borde, como actualmente la Super 8. Al invertir la lente y añadir una luz, la cámara también funcionaría como proyector, una característica común en la mayoría de las cámaras de la época entre aficionados.

## Funcionamiento
Cuando se usaba como cámara, el negativo se colocaba en el soporte de la película unido a la parte inferior de la sección superior. Después, se pasaba a través de esta, primero sobre el rodillo superior que actuaba como guía y, después, por debajo de un segundo rodillo y hacia la rueda dentada. Desde ahí, pasaba por debajo de un tercer rodillo guía hasta la bobina de recogida.
La película se suministraba con carretes para la carga diurna y tenía una longitud de papel negro adherido al extremo para evitar la exposición indebida. Además, la cámara estaba equipada con una lente Ross.
Para funcionar como proyector, la parte superior de la caja se levantaba y la película positiva se colocaba en el mismo recipiente que servía para el negativo. La película se enhebraba través de la máquina pero mediante una reorganización del panel frontal, se ponía en servicio una lente de proyección en lugar de la lente utilizada para fotografiar. Finalmente, se colocaba una luz especial de gas incandescente a la parte posterior del instrumento para proporcionar la iluminación que haría posible la proyección.

## Presentación del invento
Para el lanzamiento del aparato, Birt Acres hizo una demostración especial ante el Camera Club al Anderton's Hotel a Strand el 26 de octubre. Desafortunadamente, las cosas no salieron todo lo bien que podrían debido a algunos problemas con el iluminando: la presión de gas del hotel no fue suficiente para dar una luz adecuada, lo que estropeó la presentación. En este momento, Acres empezó a diseñar una nueva luz para encontrar una solución al problema.
Finalmente, Birt Acres no consiguió el éxito que pensaba. Cuando lanzó la Birtac, la Warwick Trading Company anunció su propio cinematógrafo de calibre inferior al estándar llamado Biokam. Era alrededor de la mitad del precio de la Birtac, utilizaba una película perforada centralmente (17,5 mm) y combinaba las funciones de cámara, impresora, proyector y cámara instantánea. Además, se podía instalar en cualquier linterna óptica estándar. A pesar de que la Biokam se registró a principios de noviembre, no fue hasta el año siguiente que apareció al mercado.

## Observaciones iniciales de la Birtac
En un primer momento, tomar negativos con la Birtac funcionaba sin ningún inconveniente, exceptuando que la tira de papel protectora negra, que se tenía que utilizar al final de una exposición y enrollar alrededor de la película para protegerla de la luz, se desgarraba en su unión con el celuloide haciendo que fuera aconsejable cambiar las películas, no a plena luz del día, sino con un trapo lanzado sobre la cámara. Sin embargo, hay que remarcar que esto no les pasaba a todas las personas que hacían uso de la cámara, pero si a un número elevado. Aunque, eso sí, la carga de la cámara podía hacerse en tan solo un minuto aproximadamente.
Por otro lado, en el momento de girar el mango de la cámara, se tenía que intentar mantener el movimiento de la manera más regular posible, puesto que, girando aproximadamente tres veces por segundo, se tardaba un minuto a agotar la película.
Cuando se revelaba la película, la imagen aparecía lentamente a los dos o tres minutos, y acababa de aparecer a los doce o veinte. También, en vez de usar pyro-soda (mezcla utilizada antiguamente como revelador fotográfico), se podía utilizar hidroquinona-metol, que permitía qué dos o tres exposiciones se pudieran desarrollar sucesivamente con un lote de solución. Aunque a veces fuera necesario un baño de alumbre después de este proceso, era mejor prescindir de él.
La lente de Ross utilizada en el momento de hacer estas observaciones, incluso a plena apertura, proporcionó una imagen nítida, y el resultado de utilizar el diafragma más cerrado fue que los objetos que había a 15 pies estaban totalmente expuestos con una buena luz.